# Septimalenreeks
De septimalenreeks is een reeks tonen die gebaseerd zijn op de 6e harmonische van de grondtoon, die in de reine stemming niet voorkomt. Het betreft dus de tonen die een interval van 7/6, 7/5 en 7/4 vormen, samen met hun octaven 7/3 (octaaf hoger dan 7/6), 7/2 (octaaf hoger dan 7/4) en 7/1 (twee octaven hoger dan 7/4). De snaarlengten die deze tonen voortbrengen zijn: 7/7 (de hele snaar), 6/7, 5/7, ... tot en met 1/7 van de hele snaar. De frequenties ten opzichte van de grondtoon zijn: 7/7 (de grondtoon), 7/6, 7/5, ... tot en met 7/1. De tonen zijn volkomen consonant met elkaar, maar dissonant met tonen uit de gewone toonladder. Merkwaardig is dat de zes septimalen wel consonant zijn met de prime, maar niet met het octaaf van de grondtoon.
De reeks omvat de tonen:
- 7/7 = Prime
- 7/6 = Septimale kleine terts, 7/6 x de hoogte van de grondtoon
- 7/5 = Septimale Tritonus
- 7/4 = Harmonische septiem of septimale kleine septiem, 2 octaven lager dan de 6e boventoon
- 7/3 = Minimale decime of BP decime, 1 octaaf hoger dan 7/6
- 7/2 = Reine kleine quardecime, één octaaf lager dan de 6e boventoon
- 7/1 = De 6e boventoon (2P8+m7)

De posities op de hals van een instrument zijn:
- 1/7 vlak onder de kleine terts
- 2/7 vlak onder de tritonus
- 3/7 midden tussen de grote sext en de kleine septiem
- 4/7 in het 2e octaaf-interval vlak onder de kleine terts
- 5/7 in het 2e octaaf-interval midden tussen grote sext en kleine septiem.
- 6/7 in het 3e octaaf-interval midden tussen grote sext en kleine septiem.

## Toepassing
Al deze intervallen, op vanzelfsprekend de prime na, zijn niet aanwezig in de huidig gangbare Westerse gelijkzwevende stemming, en worden om die reden weinig toegepast in de Westerse klassieke muziek en in popmuziek. 
De reeks is in zijn totaliteit opgenomen in de toonschaal van de Moodswinger, aangeduid met blauwe punten.
Ook op traditionele niet-westerse muziekinstrumenten zijn vrij universeel in alle culturen een aantal septimalen terug te vinden in de toonschalen. Met name de septimale kleine terts en de harmonische septiem. Bij de Turkse Saz is dit goed zichtbaar.
Een aantal toonladders op niet-Westerse snaarinstrumenten hebben een andere verdeling in het 2e octaaf-interval ten opzichte van het 1e octaaf-interval. Het verschil tussen die twee intervallen komt voort uit invoegingen van septimalen, waardoor octaafherhaling niet langer opgaat. 7/5 is wel consonant met de grondtoon, 14/5 niet, dus wordt weggelaten uit het 2e octaaf, terwijl 7/6 en 7/3 beide consonant met de grondtoon zijn en dus wel allebei ingevoegd zijn.